# Дуб Пушкіна
Дуб Пушкіна. Обхват близько 5 м, висота 30 м, вік близько 500 років.. Росте в Антопольському парку села  Антопіль  Томашпільського району  Вінницької області. Під дубом любив відпочивати  О. С. Пушкін (1). Дерево вимагає заповідання.

## Ресурси Інтернету
- Фотогалерея самых старых и выдающихся деревьев Украины  [Архівовано 8 квітня 2014 у Wayback Machine.]

## Виноски
1. 1 2   Шнайдер С. Л., Борейко В. Е., Стеценко Н. Ф. 500 выдающихся деревьев Украины. — К.: КЭКЦ, 2011. — 203 с.